# Święto Narodowe Węgier
Święto Narodowe Węgier (węg. Nemzeti ünnep) – węgierskie święto państwowe, obchodzone co roku 15 marca jako upamiętnienie rewolucji węgierskiej z 1848 roku. W całym kraju odbywają się liczne uroczystości państwowe, upamiętniające rewolucję. Jest dniem wolnym od pracy na Węgrzech.